# Derdevil (film)
Dеrdevil (engl. Daredevil) je američki akcioni igrani film snimljen 2003. godine. Režiser je Mark Stiven Džonson. Predstavlja prvu ekranizaciju istoimenog stripa u izdanju Marvel Stripova. Protagonist, čiji lik glumi Ben Aflek, je njujorški advokat Met Murdok koji je zbog nesreće u djetinjstvu ostao bez vida, ali i stekao nadljudske moći koje koristi kako bi se noću kao maskirani osvetnik obračunavao sa kriminalcima. Radnja prikazuje kako se pri tome sukobi sa okrutnim gangsterskim šefom Kingpinom (koga glumi Majkl Klark Danken, ali upoznaje tajanstvenu devojku Elektru (čiji lik glumi Dženifer Garner) u koju se i zaljubljuje.
Derdevil je bio originalno zamišljen kao izuzetno mračna i realistična priča, koja bi za razliku od dotadašnjih filmova o superherojima imala scene eksplicitnog nasilja, prostog rečnika i druge sadržaje zbog kojih MPAA cenzori daju strog "R" rejting. Studio 20th Century Fox je, međutim, na kraju insistirao na blažem "PG-13" rejtingu te su mnoge od tih scena bile izbačene (i naknadno korištene u specijalnom director's cut DVD-izdanju 2004. godine). Iako je imao relativno dobar komercijalni uspeh, kritike su uglavnom bile mlake, pri čemu se najviše zamerao izbor Afleka kao glavnog junaka i Dankanovo preterano glumljenje. 
Godine 2005. je snimljen spin-of/nastavak pod imenom Elektra, ali on nije doživeo veliki uspeh.
Od 2015. do 2018. godine, emitovana je istoimena TV-serija sa Čarlijem Koksom, koja je postigla daleko veći uspeh.

## Radnja
Dok je advokat Metju Murdok (Ben Aflek) još bio dečak, ubijen mu je otac. Kada je odrastao, Murdok je posvetio život privođenju kriminalaca pred lice pravde. Nakon što ga udari kamion koji je prevozio opasni otpad, Murdok oslepi, ali nesreća, tačnije radioaktivni teret koji je prevozio kamion,  podari mu „radarska” čula, koji mu omoguće da postane Derdevil, borac protiv kriminala i onih zločinaca koji nekako uspevaju da izmaknu ruci pravde. Derdevilov zakleti neprijatelj je Kingpin (Majkl Klark Dankan), koji želi da ga pomeri sa svoga puta pa zapošljava Bulzaja (Kolin Farel), super-atentatora. Derdevil upoznaje Elektru Načios (Dženifer Garner), koja je takođe na Kingpinovoj listi za odstrel.

## Uloge
| Глумац             | Улога                  |
| ------------------ | ---------------------- |
| Ben Aflek          | Met Merdok / Derdevil  |
| Dženifer Garner    | Elektra Načios         |
| Majkl Klark Dankan | Vilson Fisk / Kingpin  |
| Kolin Farel        | Bulzaj                 |
| Džon Favro         | Frenklin „Fogi” Nelson |
| Džo Pantolijano    | Ben Jurik              |
| Dejvid Kit         | Džek Merdok            |
| Elen Pompeo        | Karen Pejdž            |
| Liland Orser       | Vesli Oven Velč        |
| Mark Margolis      | Falon                  |
| Erik Ejvari        | Nikolas Načios         |

## Spoljašnje veze
- Daredevil на веб-сајту  (језик: енглески)
- Daredevil на веб-сајту  (језик: енглески)
- Daredevil at Marvel.com